# Борисовское муниципальное образование
Борисовское муниципальное образование — муниципальное образование со статусом сельского поселения в 
Тайшетском районе Иркутской области России. Административный центр — село Борисово.

## Демография
По результатам Всероссийской переписи населения 2010 года 
численность населения муниципального образования составила 861 человек, в том числе 551 мужчины и 310 женщин.

## Населённые пункты
В состав муниципального образования входят населённые пункты:
- Борисово
- Борок
- Костомарово
- Пуляева
- Рыбинск[2]